# Hulagu
Hulagu Kan, también conocido como Hülegü o Hulegu (c. 1217-Maraghe, 8 de febrero de 1265), fue un gobernante mongol que conquistó gran parte del suroccidente asiático. Conocido en el mundo musulmán como «el terror del islam», su ejército destruyó los dos mayores centros de poder islámico. Hijo de Tolui, nieto de Gengis Kan y hermano de Ariq Böke, Möngke y Kublai Kan, se convirtió en el primer kan del Ilkanato de Persia.

## Origen y familia
Hulagu era uno de los cuatro hijos varones de la princesa mongola keraíta Sorgaqtani, cristiana nestoriana, considerada sabia e incorruptible. Los otros tres eran Möngke, Kublai y Ariq Böke. Sorgaqtani había sido esposa del menor de los hijos de Gengis Kan, Tolui, y, al quedarse viuda, había rechazado casarse con Guyuk, hijo de Ogodei, para dedicarse a la crianza de sus vástagos.
Sorghaqtani contó con el respaldo de Batú, virrey mongol del oeste del imperio, en el kurultai del 1 de julio de 1251 que eligió gran kan a Möngke y eliminó del poder a los hijos del fallecido Guyuk y a su viuda, que hasta entonces había ejercido la regencia con escasa habilidad. Los desposeídos no aceptaron la decisión y se enfrentaron durante un año a Möngke y sus partidarios, pero fueron vencidos finalmente.
Consolidado el trono de Möngke, este repartió el gobierno de los territorios del imperio entre los príncipes mongoles: Kublai recibió las provincias orientales y completó la conquista de China; los herederos de Chagatai, el Turquestán, desde donde se expandieron hacia el Pamir; Batú se instaló en el bajo Volga y fundó la Horda de Oro (o Kanato Kipchak); y Hulagu obtuvo Persia. Möngke y el benjamín, Ariq Böke, permanecieron en Mongolia, el centro del imperio. La expansión del imperio se concentró en los territorios de Kublai y Hulagu, decisión que se tomó en el kurultai de 1251.
Hulagu era, como su hermano Kublai, uno de los príncipes mongoles más educados. No solo gustaba de rodearse de sabios, sino que también había estudiado filosofía y alquimia. Igual que su hermano, era un chamanista inclinado hacia el budismo pero, a diferencia de aquel, no se convirtió a esta religión ni tenía un temperamento benévolo y magnánimo. Sufría epilepsia y tenía un genio versátil. Brutal con los pueblos vencidos, como era tradicional entre los jefes mongoles del imperio, favoreció, sin embargo, a los cristianos por influencia de su principal esposa, Oroqina Khatun, prima de su madre y, como ella, princesa keraíta cristiana. Oroqina Khatun era hostil al islam y trató de favorecer a los cristianos, sin importar la variante que profesasen.
Hulagu le contó al misionero dominico David de Ashby, miembro de su corte, que simpatizaba mucho con el cristianismo. Su madre era una cristiana nestoriana, así como su esposa, Oroqina Khatun y su más cercano amigo y general, Kitbuqa. También le contó al historiador armenio Vartan Arewelc'i en 1264 que había sido cristiano desde su nacimiento. Está registrado, sin embargo, que acudió al budismo conforme se acercaba a su muerte, contra la voluntad de su esposa cristiana Oroqina Khatun.
Hulagu tuvo por lo menos tres hijos: Abaqa, ilkán de Persia de 1265 a 1282; Taraqai, cuyo hijo Baydu se convirtió en ilkán en 1295, y Tekuder, ilkán de 1282 a 1284.

## Campañas persas

### Campaña contra los asesinos

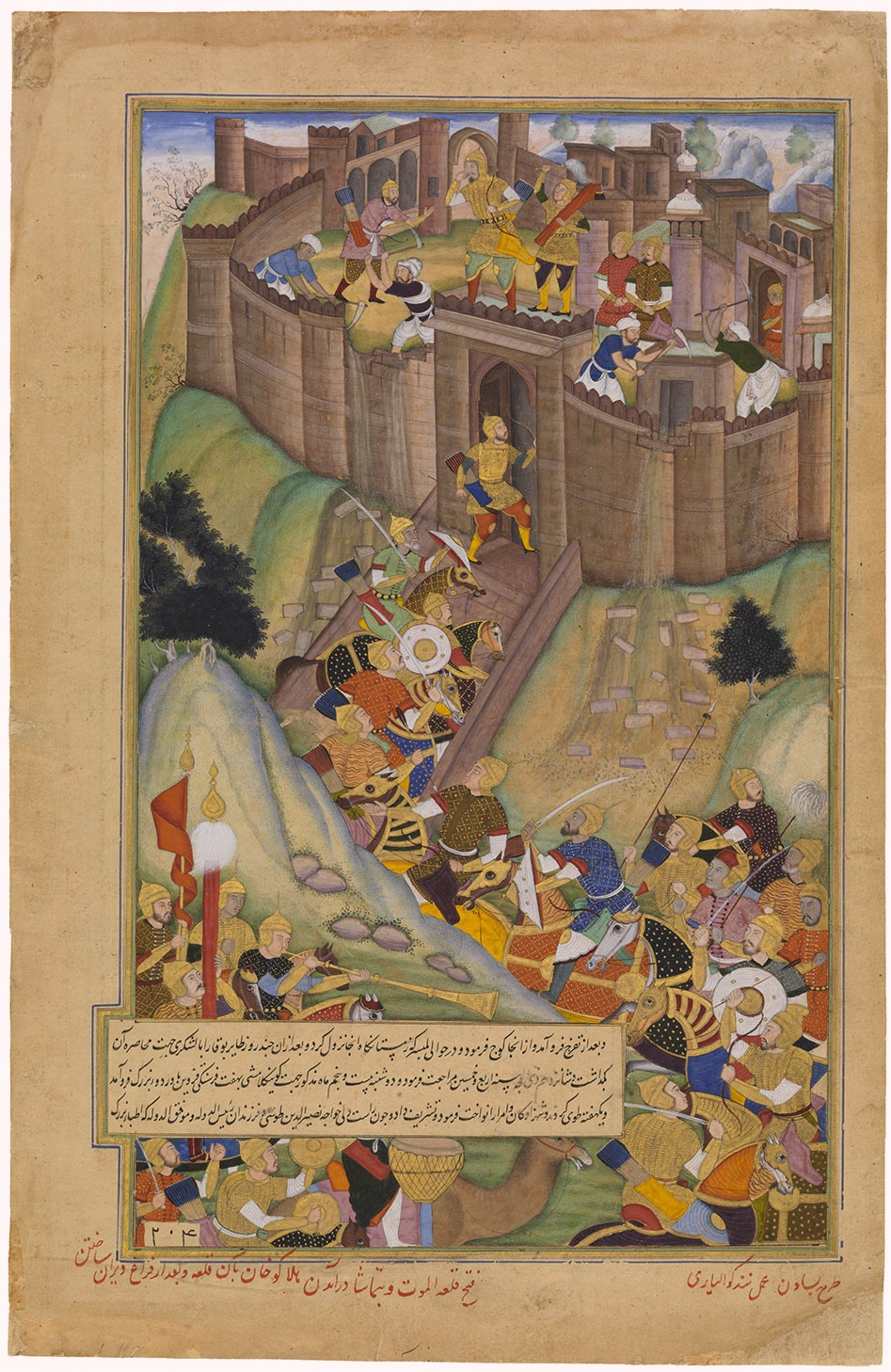
Ilustración del siglo que muestra la conquista mongola de la fortaleza nizarí de Alamut. Como su alcaide no la rindió pese a la orden que había recibido de su gran maestre, los mongoles la tomaron al asalto.

En 1255, Hulagu fue enviado por su hermano Möngke (quien fue gran kan de 1251 a 1258) a conquistar o destruir los Estados musulmanes del suroccidente asiático. Como había anunciado el gran kan al rey armenio Haitón, de visita en la corte mongola a finales de 1254, Hulagu había recibido órdenes de acabar con el poder del Califato abasí de Bagdad.
En enero de 1256, un gran ejército cruzó el Amu Daria y se dirigió al suroeste. La campaña de Hulagu tenía como objetivo la destrucción de la secta de los nizaríes (los «asesinos»); luego la subyugación de los luros, un pueblo del sur de Irán; la sumisión o aniquilación del Califato abasí; el sometimiento o destrucción de los Estados de la dinastía ayubí en Siria; y, finalmente, la sumisión o eliminación del sultanato mameluco de Egipto.
Hulagu partió en enero de 1256 con el que quizá fuese el mayor ejército mongol que se haya reunido, ya que, por orden de Möngke, uno de cada diez hombres en condiciones de pelear en todo el Imperio mongol pasó a formar parte del ejército de Hulagu. Cada tribu mongola de la confederación aportó un quinto de sus guerreros al ejército de Hulagu.
Entre los preparativos de la ambiciosa campaña se encontraba el envío, tres años antes, de un ejército menor a las órdenes de Kitbuqa, que había recuperado el dominio de varias ciudades de la meseta iraní y sometido algunas plazas menores de los nizaríes. Estos habían enojado a los mongoles al asesinar a Chagatai, uno de los hijos de Gengis Kan.
El gran maestre de los asesinos, Rukn al-Din Jurshah, trató en vano de aplacar a los mongoles, que no detuvieron su avance hacia los territorios nizaríes. La horda de Hulagu cruzó Damavand y Abbasabad y se dirigió hacia los valles señoreados por los asesinos. Cuando alcanzó Alamut, Jurshah decidió someterse, y en diciembre acudió a hacerlo en persona ante Hulagu. Sin embargo, el alcaide del castillo no obedeció la orden de rendición de su gran maestre, así que los mongoles tomaron la fortaleza por asalto. Aunque Hulagu le perdonó la vida, Jurshah decidió imprudentemente acudir ante el gran kan para tratar de obtener de él mejores condiciones que las otorgadas por su hermano. En vez de lograrlo, fue asesinado cuando regresaba de la corte mongola. La corte le ordenó a Hulagu que exterminara la secta, y a finales de 1257 apenas quedaban unos cuantos de sus miembros desperdigados por las montañas. Parte de la gran biblioteca de Alamut fue destruida, si bien se conservaron los coranes y los libros considerados de interés histórico y científico por orden del chambelán musulmán de Hulagu.
Así, con facilidad sometió a los luros, y su reputación impresionó tanto a los nizaríes que rindieron su fortaleza de Alamut sin resistirse.

#### Batalla de Bagdad

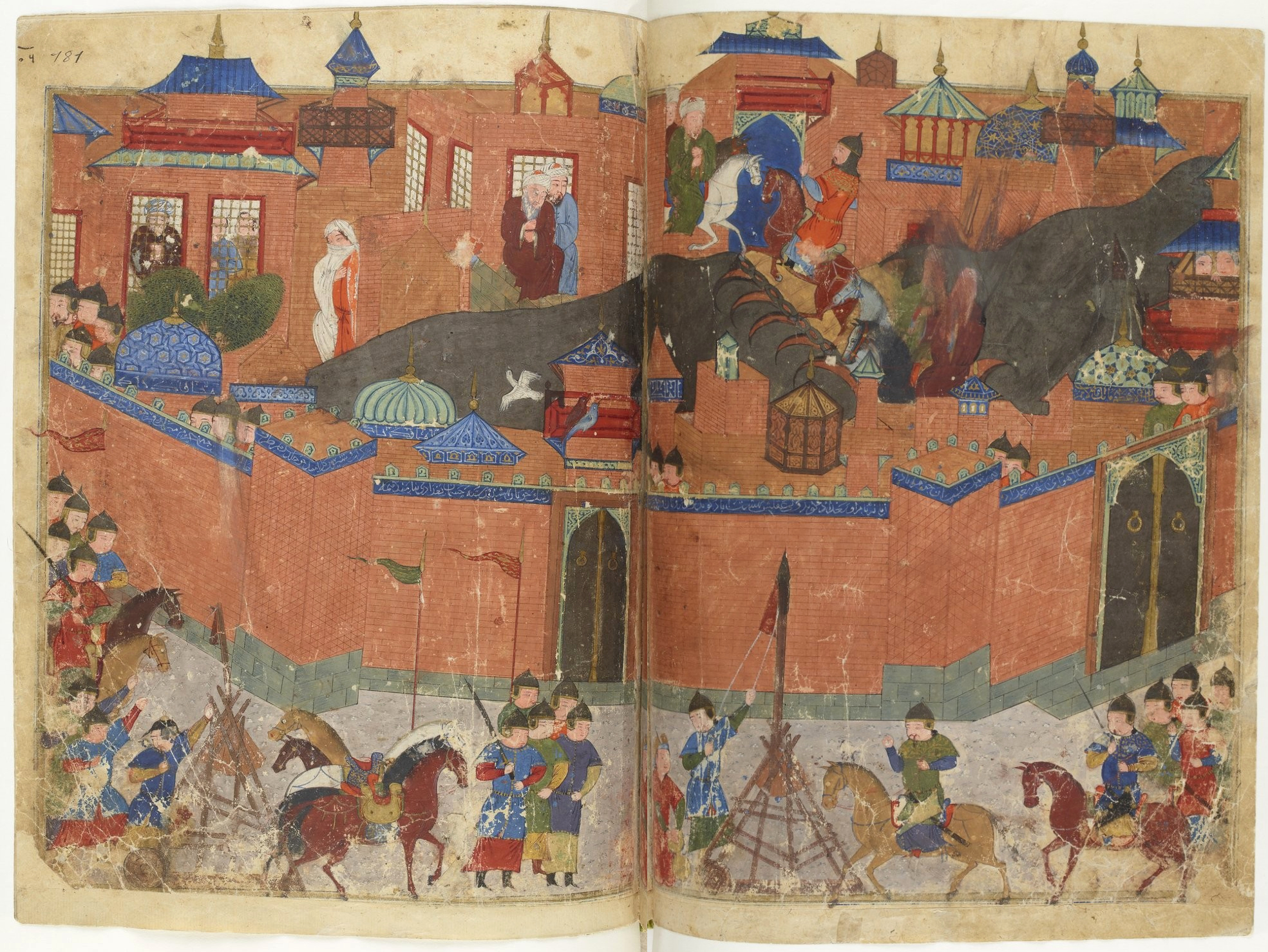
Miniatura que muestra el sitio de Bagdad, que terminó con la victoria mongola y la muerte del último califa abasí.

Hulagu probablemente siempre tuvo en mente apoderarse de Bagdad, ciudad que los mongoles querían atacar desde hacía más de diez años. Así que tomó como pretexto para atacar la ciudad el hecho de que el califa hubiera rehusado enviarle tropas que había solicitado. Partió con su ejército hacia Bagdad en noviembre de 1257. Solicitó que la ciudad se rindiera, pero el califa se negó, advirtiendo a los mongoles que se enfrentaban a la furia de Alá si atacaban. Entonces Hulagu asedió la ciudad, que se rindió el 10 de febrero, dando lugar a una masacre que duró una semana, considerada uno de los eventos más devastadores en la historia del islam.

## Campaña de Siria

Ofensiva mongola en el Levante, 1260.

Luego de la victoria en Bagdad en 1260, los mongoles unieron sus fuerzas con la de sus vasallos cristianos en la región, como el reino armenio de Cilicia y los francos liderados por Bohemundo VI de Antioquía. Juntos conquistaron Siria, hasta entonces dominio de la dinastía ayubí; ocuparon la ciudad de Alepo y, el 1 de marzo de 1260, acaudillados por el general Kitbuqa, la ciudad de Damasco. Algunos relatos históricos describen las celebraciones cristianas que se realizaron tras la conquista de Damasco, aunque algunos historiadores modernos han asegurado que tales historias son apócrifas. Se celebró una misa en la Mezquita de los Omeyas de Damasco (que antes había sido la catedral de San Juan el Bautista), y algunas mezquitas fueron profanadas.
Esta invasión destruyó definitivamente la dinastía ayubí, que había dominado parte del Levante, Egipto y Arabia. El último gobernante ayubí, An-Nasir Yusuf, murió a manos de Hulagu en 1260. Como Bagdad y Damasco habían sido capturadas, el centro del poder islámico se transfirió a los mamelucos egipcios de El Cairo.
Después de la victoria, Hulagu dio muchos regalos a Bohemundo VI, incluyendo algunas de las ciudades conquistadas, como Latakia. Sin embargo, el Imperio mongol enfrentaba conflictos internos en Turquestán y Hulagu se vio compelido a detener una invasión de otra facción mongola que amenazaba atacar Egipto, razón por la cual partió con la gran mayoría de sus hombres, dejando apenas diez mil jinetes mongoles en Siria bajo el mando de Kitbuqa para ocupar el territorio conquistado, que incluía Nablus y Gaza al sur, así como la fortaleza de Ajlun, al oriente del río Jordán. Los mongoles realizaron incursiones hacia el sur, rumbo a Egipto, llegando a lugares tan lejanos como Ascalón y Jerusalén, y se instaló una guarnición mongola de cerca de mil soldados en Gaza y otra en Nablus.
La muerte de Möngke obligó a Hulagu y a la mayoría de su ejército a retirarse. La crisis sucesoria que la siguió fue una de las más perjudiciales que han ocurrido hasta la fecha. Efectivamente, aunque la sucesión fue arreglada mediante el encarcelamiento de uno de los aspirantes y la elección de Kublai Kan, lo cierto es que luego de 1258 dejó de existir el Imperio mongol como entidad unificada, dando lugar a cuatro reinos independientes, uno de los cuales fue el Ilkanato de Persia establecido por Hulagu.

### Batalla de Ain Yalut («pozas de Goliat»)
Mientras tanto, los mongoles mandados por Kitbuqa no pudieron proteger la costa de Palestina. Los mamelucos lograron rechazarlos y destruir lo que quedaba del ejército mongol en la batalla de Ain Yalut. Así, el Ilkanato perdió para siempre Siria y Palestina y su límite quedó fijado en el río Tigris.

## Ilkan

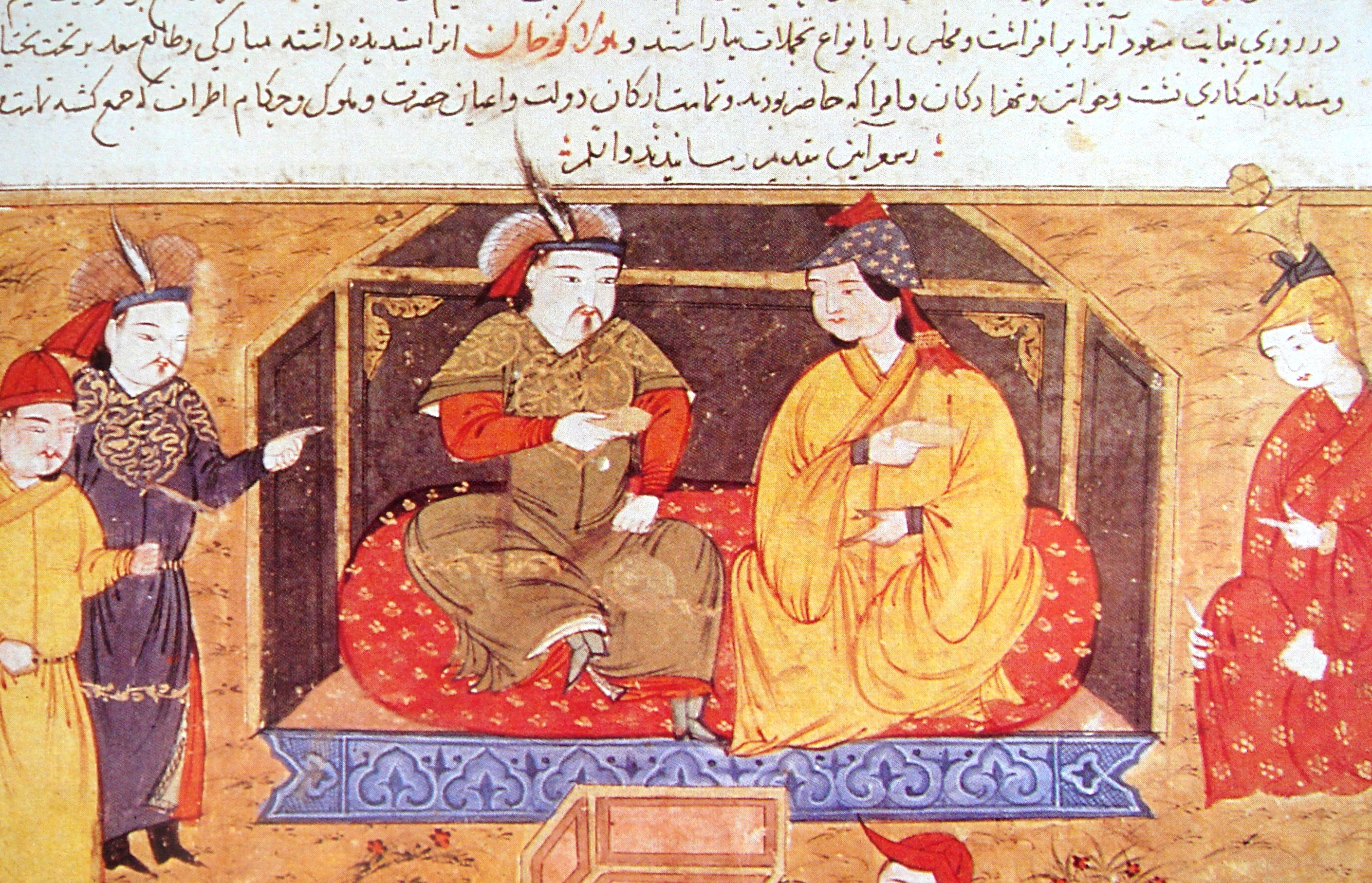
Hulagu con su cónyuge Oroqina Khatun.

Hulagu no alcanzó Mongolia a tiempo para participar en la elección del nuevo gran kan, pero aceptó como tal a Kublai, a diferencia de otros clanes, como los de Ogodei y Chagatai. Kublai lo recompensó con el título de ilkan y el gobierno de Persia. Desde Tabriz, Hulagu extendió su autoridad a Mosul y Cilicia por el oeste y al sur de Persia. Los últimos sultanes selyúcidas de Anatolia se le sometieron. Gracias a estas conquistas, el señorío de Hulagu se extendía casi desde Constantinopla por el oeste hasta el Amu Daria por el este.

### Campañas subsiguientes
Hulagu regresó a sus dominios a mediados de 1262, una vez solucionada la disputa sucesoria. No obstante, en vez de vengar sus derrotas, se vio involucrado en una guerra civil con Berke, hermano de Batú Kan y jefe de la Horda Azul. Berke Kan, quien se había convertido al islam, prometió vengar el saqueo de Bagdad y se alió con los mamelucos. Aunque las luchas con la Horda de Oro impidieron a Hulagu concentrarse en recuperar Siria, hasta su muerte su poder bastó para proteger a sus vasallos, los señores de Georgia, Cilicia y Antioquía.

#### Embajada de 1262 y carta a Luis IX
El 10 de abril de 1262, Hulagu envió una carta al rey francés Luis IX a través de Juan el Húngaro ofreciendo una alianza. La carta explicaba que dos años atrás Hulagu había tenido que retirarse de Siria con la mayor parte de su ejército debido al clima caluroso y la falta de provisiones y hierba para alimentar los caballos. La carta mencionaba la intención de Hulagu de ocupar Jerusalén para beneficio del papa y solicitaba a Luis IX que enviara una flota a Egipto.
No se sabe si la carta llegó a manos de Luis IX en París, ya que el único manuscrito conocido se halla en Viena, Austria. Hulagu envió aparentemente una embajada a «todos los reyes y príncipes del extranjero» en 1262. El secretario Rychaldus acompañó a esta embajada y realizó un reporte sobre la misma durante el segundo Concilio de Lyon en 1274. Sin embargo, la embajada fue interceptada al parecer en Sicilia por el rey Manfredo, quien estaba en conflicto con el papa Urbano IV y se había aliado con los mamelucos, y fue llevada de regreso por barco.
Cuando Hulagu reunió a sus ejércitos para atacar a los mamelucos y desquitarse de la derrota de Ain Yalut, Berke inició una serie de incursiones por medio de un ejército mandado por Nogai Kan, lo que obligó a Hulagu a desplazar sus fuerzas al norte para enfrentarlo. Sufrió una grave derrota durante una tentativa de invasión al norte del Cáucaso en 1263. Esta fue la primera guerra abierta entre mongoles, lo cual selló el fin del Imperio mongol unificado.

#### Los Polo

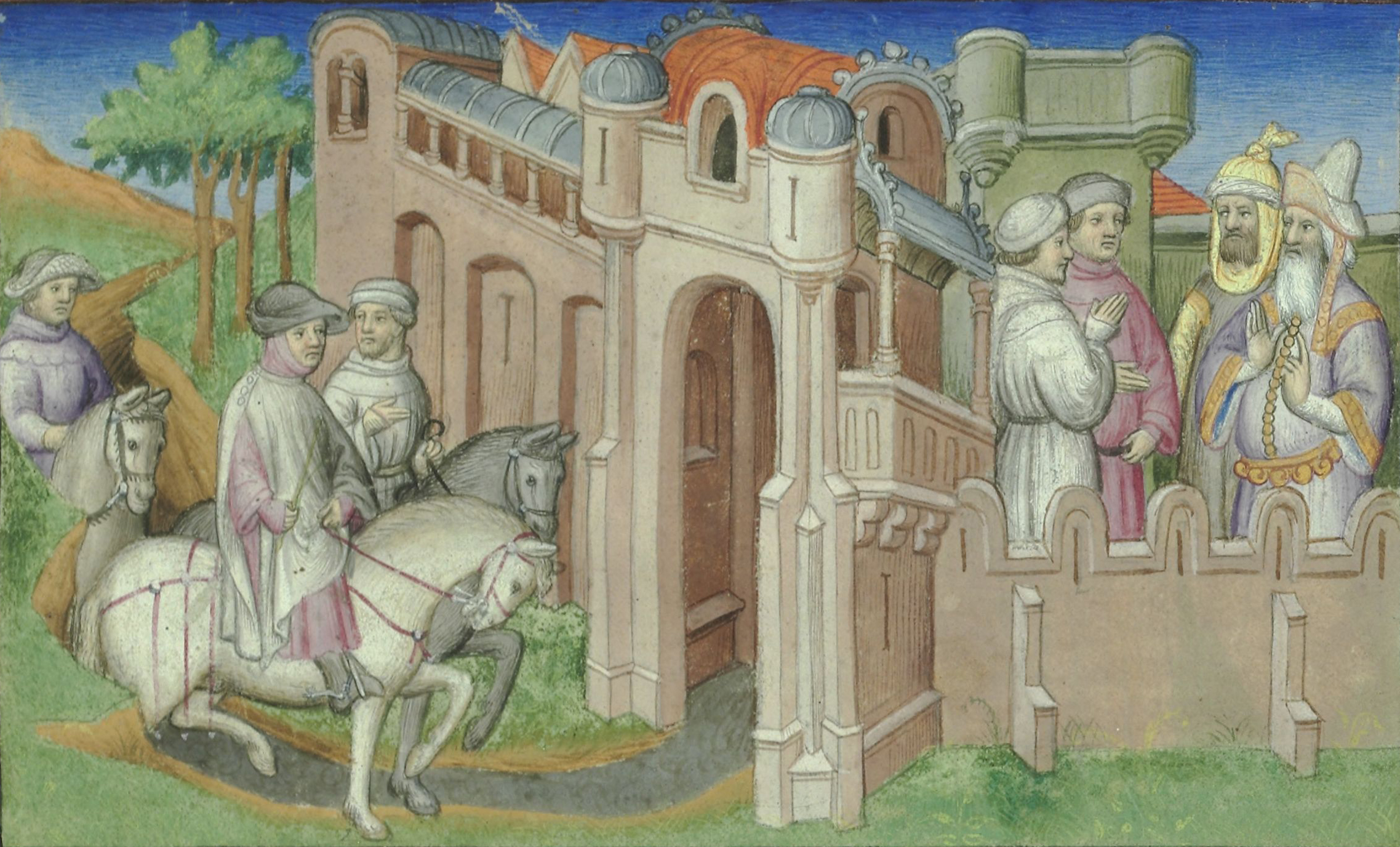
Nicolò y Maffio en Bujara.

Niccolò y Maffeo Polo viajaron al reino de Hulagu y se quedaron en la ciudad de Bujará, en la actual Uzbekistán, donde vivieron y comerciaron entre 1261 y 1264. Ese último año se unieron a una embajada enviada por Hulagu a su hermano, Kublai Kan. En 1266 llegaron a la capital mongola de China, Janbalic (la actual Pekín).

### Deceso

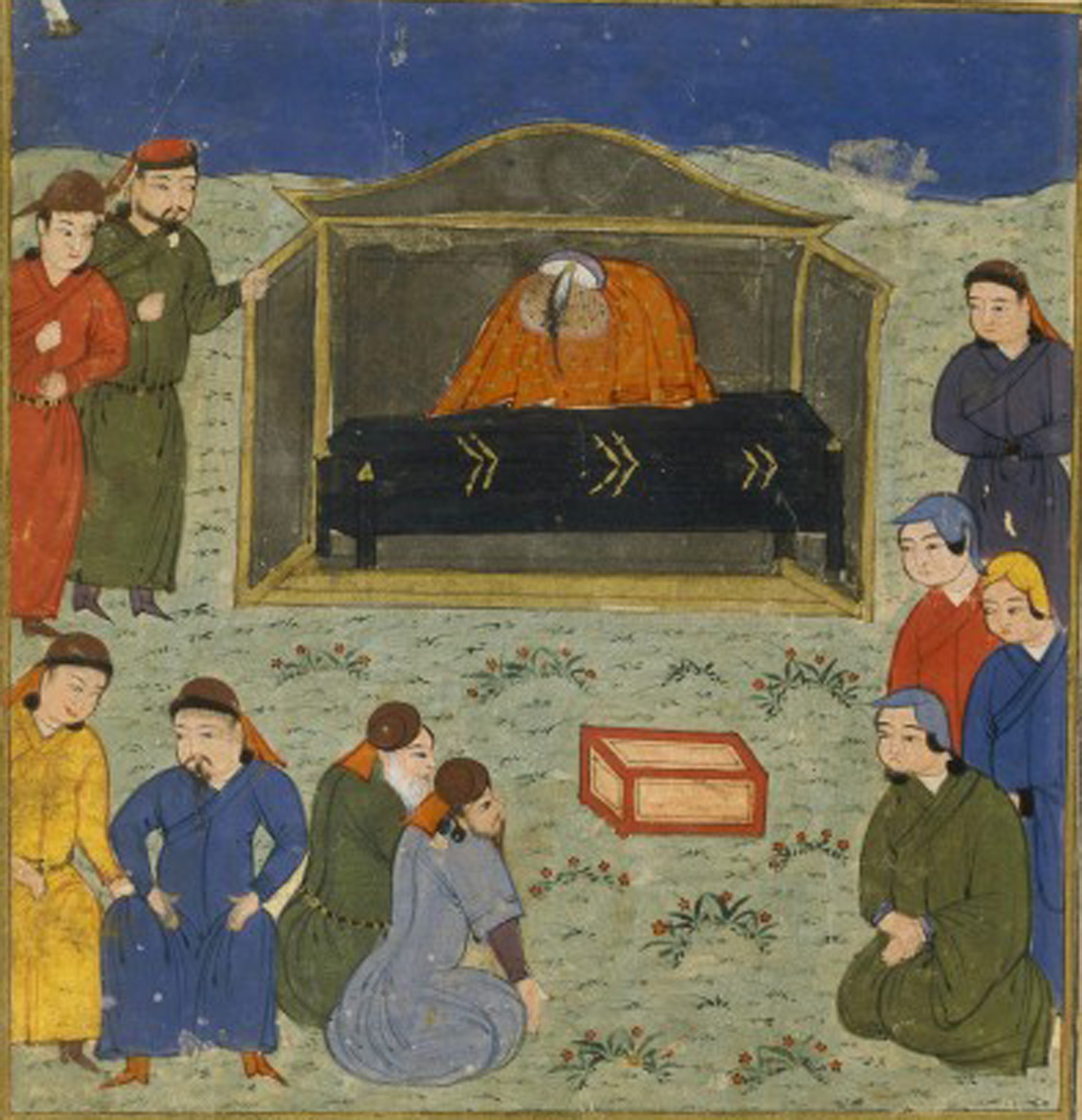
Ilustración del siglo que muestra los funerales de Hulagu.

Hulagu murió en Maraghe, al sur de Tabriz, el 8 de febrero de 1265 y fue enterrado en la isla Shahi en el lago Urmía. Le sucedió su hijo Abaqa. Este, hasta entonces gobernador del Turquestán, obtuvo el título gracias a la influencia de su madre, Oroqina Khatun, esposa del kan fallecido.
Durante el siglo XIII, se puso de moda en Occidente aquello que estuviera relacionado con los mongoles, al punto de que algunos recién nacidos en Italia fueron llamados como gobernantes mongoles; por ejemplo, Can Grande (Gran Kan), Alaone (Hulagu), Argone (Arghun) y Cassano (Ghazan).

## Sucesión
| Predecesor: Nuevo título | Gobernante del Ilkanato 1256 - 1265 | Sucesor: Abaqa |